# Gavrilă Barani
Gavrilă Samuila Barani (Timișoara, 23 oktober 1915 - 1997) was een Roemeens sportbestuurder.

## Levensloop
Barani werd in 1960 verkozen als vice-voorzitter van de Union Internationale de Tir (UIT). Datzelfde jaar volgde hij de Zwitser Kurt Hasler op als voorzitter van het Europees Comité van de UIT. Bij de oprichting van de European Shooting Confederation (ESC) in 1969 werd hij de eerste voorzitter van deze schietsportfederatie. Zelf werd hij in deze hoedanigheid opgevolgd door de Zweed Björn Schullström.